# 電學史
| 时间   | 发现/发明      |
| ------ | -------------- |
| -600年 | 摩擦起电       |
| 1747年 | 尖端放電       |
| 1753年 | 静电感应       |
| 1785年 | 庫侖定律       |
| 1800年 | 伏打電池       |
| 1826年 | 安培定律       |
| 1831年 | 电磁感应       |
| 1865年 | 馬克士威方程組 |
| 1887年 | 光電效應       |
| 1891年 | 电子命名       |
| 1906年 | 真空三极管     |
| 1947年 | 同步輻射       |
| 1958年 | 積體電路       |

根据记载，電的历史可以追溯到公元前六世紀，古希臘七賢之一的學者泰勒斯觀察到用布摩擦后的琥珀會吸引如羽毛等輕小的東西。英国人Stephen Gray(1696～1736)发现了物质可以分为导体和绝缘体。1733年法国人Charles du Fay發現摩擦產生的電有「像琥珀所生的電」和「像玻璃所生的電」兩種；拥有玻璃电的物质会排斥带电丝线，而拥有琥珀电的物质会吸引带电丝线。1747年3月11日，富蘭克林描述了「尖端放電」現象，并利用这一原理製造出避雷針。1785年，法國人夏爾·庫侖发现了庫侖定律。
1826年，法國化學家安德烈-瑪麗·安培提出安培定律。1831年，迈克尔·法拉第发现了电磁感应现象。1859年，德國物理學家尤利烏斯·普呂克將真空管兩端的電極之間通上高壓電，製成陰極射線。1897年，約瑟夫·湯姆森做實驗證實，陰極射線是由帶負電的粒子組成，并稱之為電子:335。1887年德國物理學者海因里希·赫茲观察到光電效應。1947年，在通用電器實驗室，物理學家發現了同步輻射。

## 古代

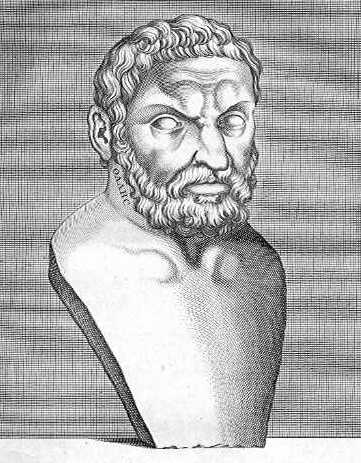
泰勒斯是人們所知最早研究電現象的科學家。

早在對於電有任何具體認知之前，人們就已經知道發電魚（electric fish）會發射電擊。根據西元前2750年撰寫的古埃及書籍，這些魚被稱為「尼羅河的雷使者」，是所有其它魚的保護者。大約兩千五百年之後，根據紀錄，希臘、羅馬、後來的阿拉伯，在這些地方的自然學者、醫生等等，對於電鯰和地中海的電鰩所散發出的強烈電擊仍舊感到極為困惑。。古代羅馬醫生斯克力邦尼·拉格斯（Scribonius Largus）在著作《醫學精選》（Compositiones Medicae）裏建議，患有像痛風或頭疼一類病痛的病人去觸摸電鰩，或許強勁的電擊會治愈他們的疾病:182-185:6。
阿拉伯人可能是最先了解閃電本質的族群。他們也可能比其它族群都先找出電的其它來源。早於15世紀以前，阿拉伯人就創建了「閃電」的阿拉伯字 「raad」，並將這字用來稱呼電鰩:171。
在地中海區域的古老文化裏，很早就有文字記載，將琥珀棒與貓毛摩擦後，會吸引羽毛一類的物質。公元前600年左右，希臘的哲學家泰勒斯做了一系列關於靜電的觀察，從這些觀察中，他推論摩擦會使琥珀變得磁性化。這與像磁鐵礦一類礦石的性質大不相同；磁鐵礦天然地具有磁性:50。泰勒斯的見解並不正確；但後來，科學會證實磁與電之間的密切關係。

## 近代

### 十七世纪

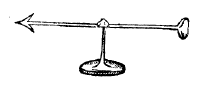
1600年吉爾伯特製成的靜電驗電器是一種可以探測靜電電荷的驗電器。

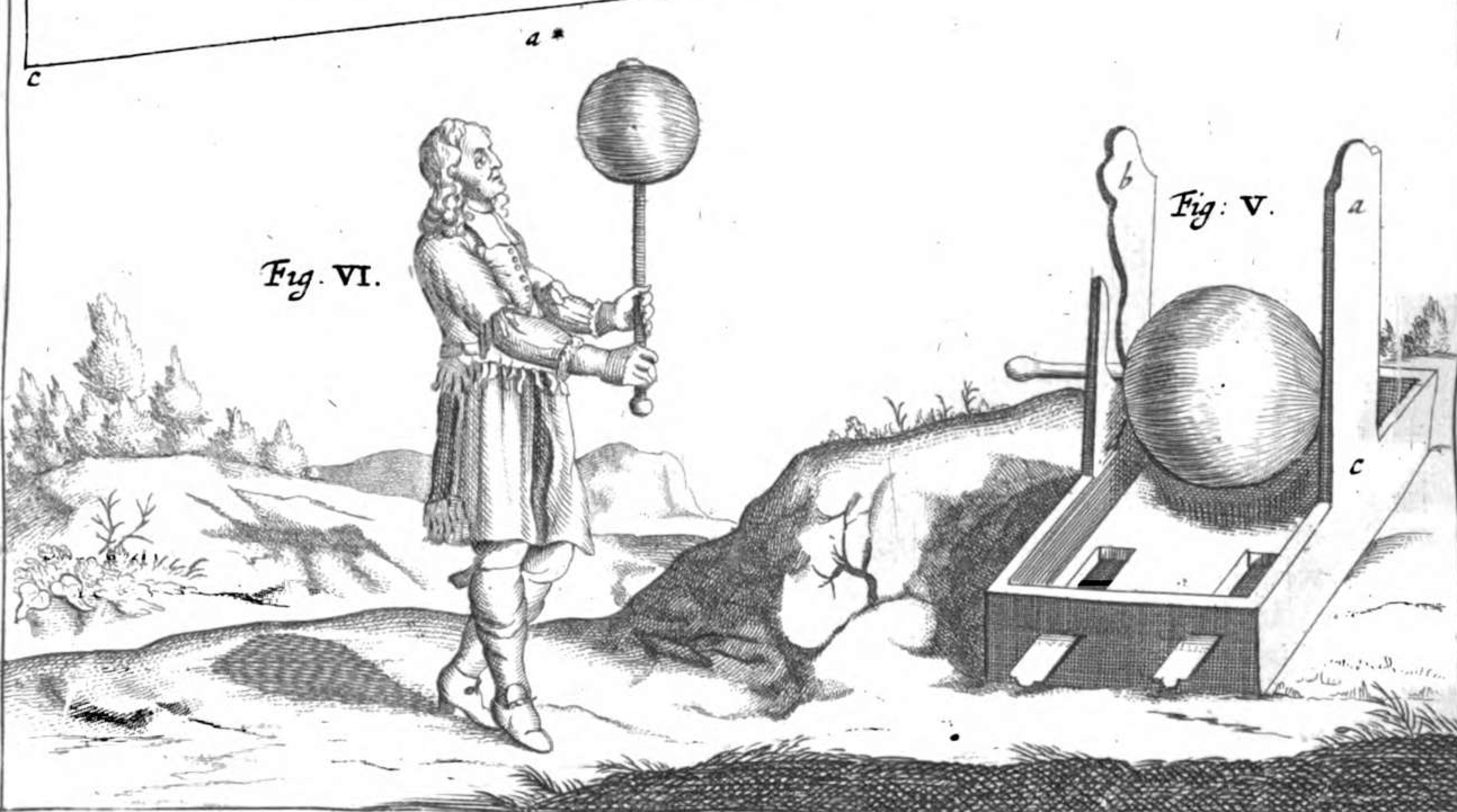
1663年格里克發明的硫磺球摩擦起電裝置

幾千年來，電只不過是學者們好奇的智慧玩意兒，直到1600年，由於威廉·吉爾伯特的嚴謹治學態度，才開始對於電與磁的現象出現系統性研究。吉爾伯特是英國女王伊莉莎白一世的皇家醫生，他對於電和磁特別有興趣，撰寫了第一本闡述電和磁的科學著作《論磁石》。這是一本具有現代科學精神的書籍，著重於從實驗結果論述。吉爾伯特指出，琥珀不是唯一可以經過摩擦產生靜電的物質，鑽石、藍寶石、玻璃等等，也都可以演示出同樣的電學性質，在這裡，他成功地擊破了琥珀的吸引力是其內秉性質這持續了2000年的錯誤觀念:8-11，将電學和磁學現象區分开来。
吉爾伯特製成的靜電驗電器可以敏銳的探測靜電電荷，當帶電物體接近金屬指針的尖端時，因為靜電感應，異性電荷會移動至指針的尖端，指針與帶電物體會互相吸引，從而使得指針轉向帶電物體。在之後的一個世紀，這是最優良的探測靜電電荷的儀器。先前，義大利數學家和醫生吉羅拉莫·卡爾達諾列出一些電現象與磁現象的不同之處。從卡爾達諾的結果，吉爾伯特得到很多啟發，他提出更多分歧之處：帶電物質會吸引所有其它物質，而磁石只會吸引鐵器；琥珀需要磨擦才能產生電性，而磁石不需要任何動作；磁石會將物體按照某定向排列，而帶電物質則只會吸引其它物質。:29-30:11-12。吉爾伯特創建了新拉丁術語「electrica」（類似琥珀，從「ήλεκτρον」，「elektron」，希臘文的「琥珀」），意思為像琥珀的吸引方式一般的那些物質:302。由於他在電學的眾多貢獻，吉爾伯特被後人尊稱為「電學之父」:172。後來，從「electricus」又衍生了英文字「electric」和「electricity」，這兩個英文字最先出現於托马斯·布朗的1646年著作《世俗謬論》（Pseudodoxia Epidemica，英文書名《Vulgar Errors》）。
德国科學家奧托·馮·格里克於1663年發明的摩擦起電裝置。用手磨擦黃色的硫磺球後，硫磺球可以吸引羽毛等小物體。居里克當時並不清楚其實驗現象的本質，他認為硫磺球對其他物體的吸引力類似於地球的引力。之後，羅伯特·波義耳、史蒂芬·葛雷（Stephen Gray） 、查理·杜費（Charles du Fay） 等等，都做了更進一步的研究。

### 十八世紀

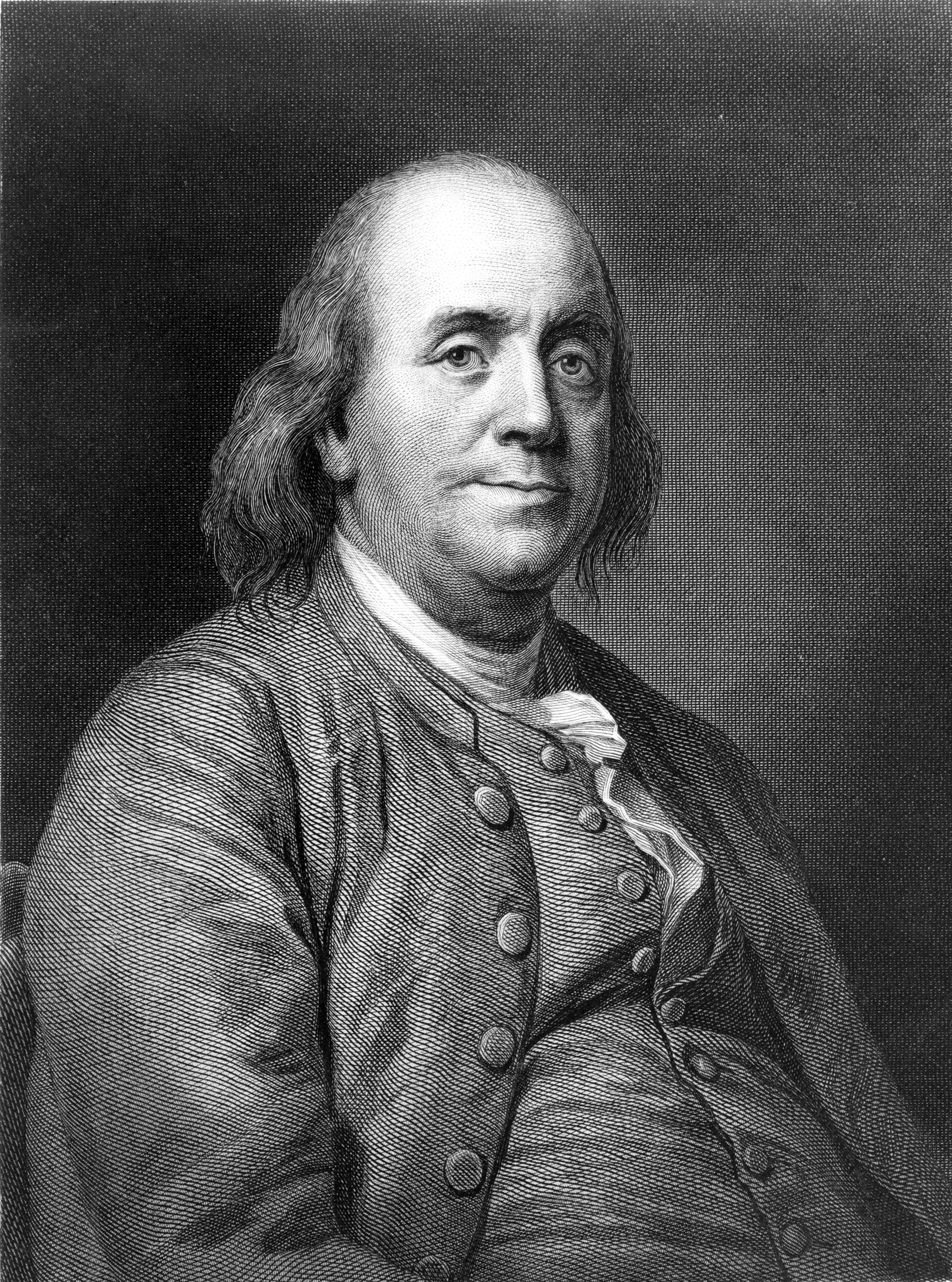
富蘭克林對於電的研究貢獻良多。

1745年左右，馮· 克萊斯特和穆森布羅克分别獨立發明了最早的電容器萊頓瓶，其名稱來源於穆森布羅克所在的城市萊頓城。1752年6月，自學有成的班傑明·富蘭克林做了一個古今聞名的風箏實驗；他與兒子在雷雨中放風箏，將空中的閃電吸引過來，在風箏線另一端綑綁的一隻金屬鑰匙與富蘭克林的手之間，產生一系列的電花，他同時感受到麻電的滋味，這證實了閃電是電的一種現象:92-94。富蘭克林又做實驗發現了電荷守恆定律，即在任何孤立系統裏，總電量不變:44，并在1758年發明了萊頓瓶電池組。富蘭克林是最早用Battery這個單詞來描述電池組的（之前Battery指的是軍事上的排炮）。
1753年讓-安托萬·諾萊於發明了一台靜電發電機。用手或者皮毛磨擦快速旋轉的空心玻璃球體可以在玻璃表面產生大量的靜電荷。1767年，約瑟夫·普利斯特里做實驗發現，在帶電金屬容器的內部，電作用力為零。從這實驗結果，他準確猜測，帶電物體作用於彼此之間的吸引力與萬有引力都遵守同樣的定律。1785年，查尔斯·库仑用扭秤（torsion balance）做實驗，來測量兩個點電荷彼此互相作用的靜電力，證實了普利斯特里的猜測，兩個帶電物體施加於彼此之間的作用力與距離成平方反比。他奠定了靜電的基本定律，即庫侖定律。於此，電的研究已提升成為一種精確科學（exact science）:50-51, 56。
1791年，路易吉·伽伐尼發現，假設將青蛙與靜電發電機連結成閉合電路，然後開啟靜電發電機，則青蛙肌肉會顫動。這實驗演示出，神經細胞倚賴電的媒介將信號傳達到肌肉。他因此創建了生物電學術領域。
1800年，亞歷山卓·伏打伯爵將銅片和鋅片浸於食鹽水中，並接上導線，製成了第一個電池：伏打電池，堪稱是現代電池的元祖。伏打電池給予科學家一種比靜電發電機更穩定的電源，能夠連續不斷的供給電流:331-333:67-75，極大推動了電化學和電磁學的進展。

### 十九世紀

詹姆斯·馬克士威整合了電磁學。

1820年，漢斯·奧斯特在課堂做實驗時意外發現，電流能夠偏轉指南針的方向，演示出電流周圍會生成磁場，即電流的磁效應。稍後，安德烈-瑪麗·安培對於這現象做定量描述，給出安培力定律與安培定律。他們兩個人的研究成果成功地將電與磁現象連結在一起，共稱為「電磁現象」。應用這理論，可以製作出來磁性超強勁於天然磁石的電磁鐵。1827年，格奧爾格·歐姆發展出一套精緻的數學理論來分析電路:331-333。
1831年，法拉第與約瑟·亨利分別獨立地發現了電磁感應──磁場的變化可以生成電場。1865年，詹姆斯·馬克士威將電磁學加以整合，提出馬克士威方程組，並且推導出電磁波方程式。由於他計算出來的電磁波速度與測量到的光速相等，他大膽預測光波就是電磁波。1887年，赫兹成功製成並接收到馬克士威所描述的電磁波。麥克斯韋將電學、磁學與光學統合成一種理論:333-335。
1859年，德國物理學家尤利烏斯·普呂克將真空管兩端的電極之間通上高壓電，製成陰極射線。物理學者發現，陰極射線是以直線傳播，但其傳播方向會被磁場偏轉。陰極射線具有可測量的動量與能量1897年，約瑟夫·湯姆森做實驗證實，陰極射線是由帶負電的粒子組成，稱為電子，因此他發現了電子:335。
十九世紀早期見證了電磁學快速蓬勃，如火如荼的演進。到了後期，應用電磁學的先進知識，電機工程學開始了一段突破性的發展。例如，亞歷山大·貝爾發明了電話、湯瑪斯·愛迪生設計出優良的白熾燈和直流電力系統、尼古拉·特斯拉發展完成感應電動機、卡爾·布勞恩改良成功裝置在顯示器或電視機裏的陰極射線管。由於這些與其他眾多發明家所做出的貢獻，電已經成為現代生活的必需工具，更是第二次工業革命的主要動力:1, 4。

### 二十世紀

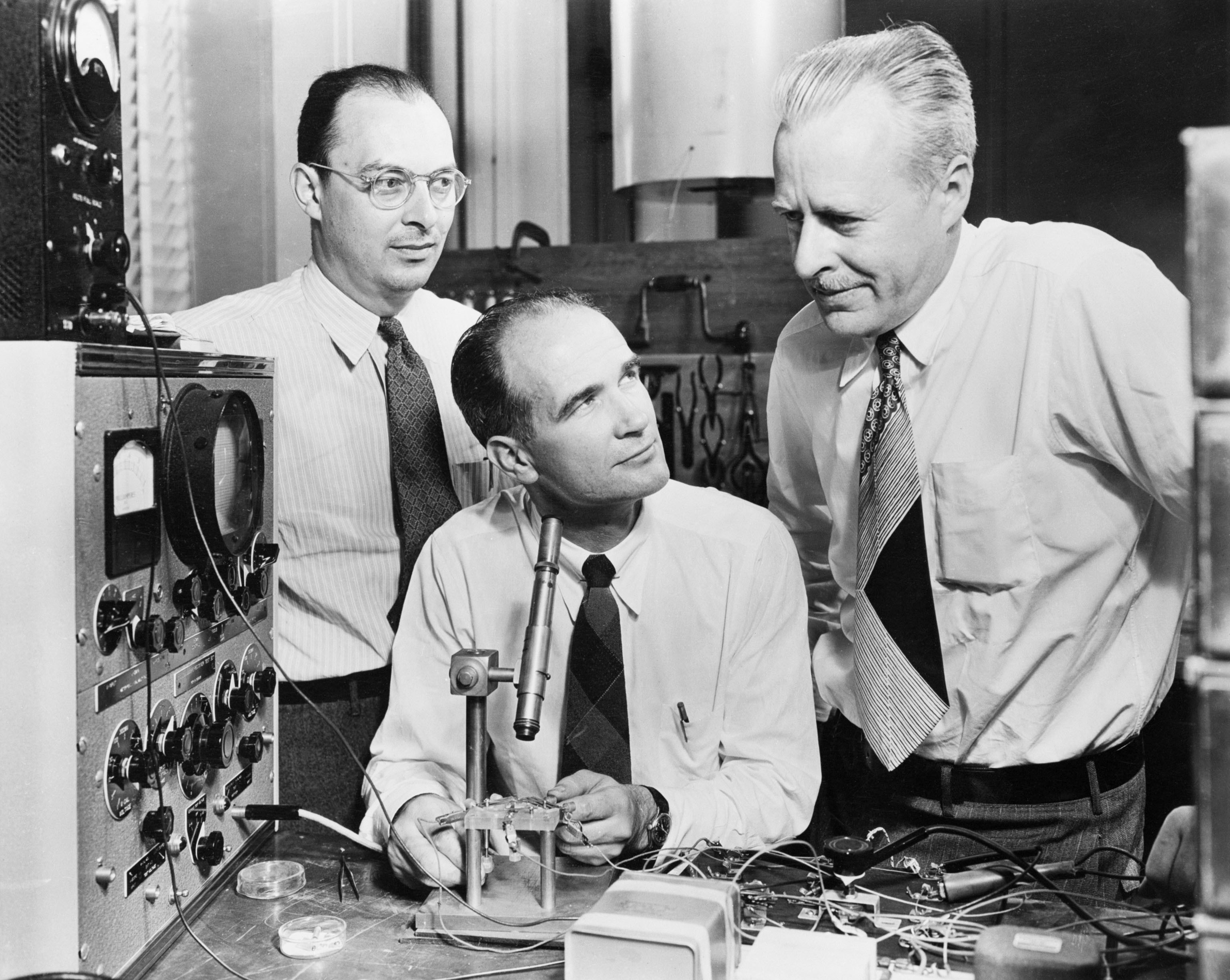
從左至右：巴丁、肖克利和布喇頓。

德國物理學者海因里希·赫茲於1887年發現，照射紫外線於電極可以幫助產生更多電花。這就是光電效應所產生的現象。包括約瑟夫·湯姆森、菲利普·萊納德在內的物理學者們，對於光電效應的做了很多理論研究與實驗研究。1905年，阿爾伯特·愛因斯坦發表論文對於光電效應的眾多實驗數據給出解釋。愛因斯坦主張，光束是由一群離散的量子（現稱為光子）組成，而不是連續性波動。假若光子的頻率大於某極限頻率，則這光子擁有足夠能量來使得金屬表面的電子逃逸，造成光電效應。這個重要發現展開了量子物理的大門。
1901年，古列爾莫·馬可尼從英國發射無線電訊號，越過大西洋，傳送至加拿大。5年後，「無線電之父」李·德富雷斯特研究出真空三極管。這重大發明推動電子時代急速向前推進，使得無線電與長途電話科技不再是遙不可及的夢想。到了1940、1950年代，固態原件開始出現在越來越多個場合，這標記著真空管科技的快速沒落與半導體科技的崛起。1947年，貝爾實驗室的威廉·肖克利、約翰·巴丁和沃爾特·布喇頓工作團隊發明了電晶體。這是二十世紀最重要的發明之一，凡是電子器具大多都須要用到電晶體。傑克·基爾比於1958年和羅伯特·諾伊斯於1959年分別獨立發明積體電路。現今，大量電晶體、二極管、電阻器、電容器等等電子原件都可以被裝配在單獨的積體電路裏